# Palazzago
Palazzago é uma comuna italiana da região da Lombardia, província de Bérgamo, com cerca de 3.610 habitantes. Estende-se por uma área de 13 km², tendo uma densidade populacional de 278 hab/km². Faz fronteira com Almenno San Bartolomeo, Ambivere, Barzana, Caprino Bergamasco, Mapello, Pontida, Roncola.

## Demografia
| Variação demográfica do município entre 1861 e 2011                               |
|                                                                                   |
| Fonte: Istituto Nazionale di Statistica (ISTAT) - Elaboração gráfica da Wikipedia |